# 上海广播交响乐团办公楼
上海广播交响乐团办公楼原為潘氏住宅（又名潘氏花园住宅），是位于中華人民共和國上海市靜安區武定西路1498弄的一個砖混结构建築，建于1912-1936年。它坐北朝南。南为主楼，北为附楼。主楼总高度11.8米，南立面长21.9米，西立面长28.1米。附楼西立面长9.6米，北立面长6.4米。該建築也是一個古典式花园住宅，高3层。2005年被列为上海市第四批优秀历史建筑保护名单。